# Liberdade

A Liberdade Guiando o Povo, de Delacroix (1830): uma personificação da liberdade.

Liberdade (Latim: Libertas) é, de maneira geral, a condição daquele que é livre. É um conceito que assume grande variedade de sentidos entre os diversos autores que se ocuparam do tema, sendo difícil atribuir um significado consensual, mesmo em seus elementos fundamentais. Entre os sentidos possíveis, podemos apontar a capacidade de agir de si, sentindo ele mesmo que se desdobra em diferentes direções como, por exemplo, em  autodeterminação, independência ou autonomia. Pode também ser compreendida sob uma perspectiva que denota a ausência de submissão e de servidão, própria da liberdade política, mas também pode se relacionar com a questão filosófica do livre arbítrio. Na política moderna, a liberdade é entendida como o estado de estar livre dentro da sociedade do controle ou das restrições opressivas impostas pela autoridade sobre seu modo de vida, comportamento ou visões políticas. Geralmente, mas nem sempre, se opõe à concepção de mundo determinista, o pensamento de Hobbes, por exemplo, é uma importante exceção a essa oposição. Com o fim da Guerra santa no período medieval, surge o conceito contemporâneo de liberdade.
A palavra "liberdade" é frequentemente usada em slogans, como "Liberdade, Igualdade, Fraternidade".

## Filosofia e metafísica
Filósofos desde os primeiros tempos têm considerado a questão da liberdade. O imperador romano Marco Aurélio (121–180 d.C.) escreveu:
a idéia de um governo no qual existe a mesma lei para todos, um governo administrado em relação a direitos iguais e igual liberdade de expressão, e a idéia de um governo régio que respeite principalmente a liberdade dos governados— Marco Aurélio
John Stuart Mill (1806-1873), em sua obra On Liberty, foi o primeiro a reconhecer a diferença entre liberdade como liberdade de agir e liberdade como ausência de coerção.
Em seu livro Dois Conceitos de Liberdade, Isaiah Berlin formalmente enquadrou as diferenças entre duas perspectivas como a distinção entre dois conceitos opostos de liberdade: liberdade positiva e liberdade negativa. Este último designa uma condição negativa em que um indivíduo é protegido da tirania e do exercício arbitrário da autoridade, enquanto o primeiro refere-se à liberdade que vem do autodomínio, a liberdade dos estados interiores como fraqueza e medo.

## Liberdade Política na Historia
O conceito moderno de liberdade política tem suas origens nos conceitos gregos de liberdade e escravidão. Ser livre, para os gregos, não era ter um mestre, e sim ser independente de um mestre (viver como melhor gostaria). Esse era o conceito grego original de liberdade. Está intimamente ligado ao conceito de democracia, como disse Aristóteles:

"Isso, então, é uma nota de liberdade que todos os democratas afirmam ser o princípio de sua nação. Outro é que um homem deve viver como ele gosta. Dizem eles, isso é o privilégio de um livre, uma vez que, por outro lado, não viver como um homem gosta é a marca de um escravo. Essa é a segunda característica da democracia, da qual surgiu a reivindicação dos homens de serem governados por ninguém, se possível, ou, se isso for impossível, de governarem e serem governados por turnos; e assim contribui para a liberdade baseada na igualdade ".— Aristóteles
Isso se aplicava apenas a homens livres. Em Atenas, por exemplo, as mulheres não podiam votar ou ocupar cargos e eram legal e socialmente dependentes de um parente do sexo masculino.
As populações do Império Persa gozavam de algum grau de liberdade. Cidadãos de todas as religiões e grupos étnicos receberam os mesmos direitos e tiveram a mesma liberdade religiosa, as mulheres tiveram os mesmos direitos que os homens e a escravidão foi abolida (550 a.C.). Todos os palácios dos reis da Pérsia foram construídos por trabalhadores pagos em uma época em que os escravos normalmente faziam esse trabalho.

## Ideologias

### Liberalismo
Para o liberalismo, a liberdade é a liberdade de indivíduos para escolherem o que fazer com suas vidas, desde que respeitem o direito dos outros de fazer o mesmo. Os liberais defendem e apoiam ideias como os direitos individuais (incluindo direitos civis e direitos humanos), livre mercado, democracia, secularismo, igualdade de gênero, igualdade racial, internacionalismo, liberdade de expressão, liberdade de imprensa e liberdade religiosa. O filósofo John Locke, muitas vezes creditado como o fundador do liberalismo argumentou que cada homem tem um direito natural à vida, à liberdade e à propriedade.

### Libertarianismo
De acordo com a Encyclopædia Britannica, os libertários mantêm a liberdade como seu principal valor político, apoiando as liberdades civis, especialmente o direito natural, os direitos negativos e uma redefinição do moderno estado de bem-estar. O pensamento político da direita libertária caracteriza-se pela prioridade normativa à liberdade, com a necessidade de maximizar o âmbito da liberdade individual e minimizar o propósito da autoridade pública de acordo com os direitos de propriedade privada.
O libertarianismo é guiado pelo princípio comumente conhecido como Princípio da Não Agressão (PNA). O Princípio de Não Agressão afirma que a agressão contra um indivíduo ou a propriedade de um indivíduo é sempre uma violação imoral da vida, liberdade e direitos de propriedade de uma pessoa.

### Anarquismo
Embora muitos anarquistas vejam a liberdade de forma ligeiramente diferente, todos se opõem à autoridade, incluindo a autoridade do estado, do capitalismo e do nacionalismo. Para o revolucionário anarquista russo Mikhail Bakunin, a liberdade não significava um ideal abstrato, mas uma realidade concreta baseada na liberdade igual dos outros. Em um sentido positivo, a liberdade consiste no “desenvolvimento mais completo de todas as faculdades e poderes de cada ser humano, pela educação, pelo treinamento científico e pela prosperidade material”. Tal concepção de liberdade é "eminentemente social, porque só pode ser realizada na sociedade", não isoladamente. Em um sentido negativo, a liberdade é "a revolta do indivíduo contra toda autoridade divina, coletiva e individual".

### Socialismo
A concepção socialista de liberdade está intimamente relacionada com a visão socialista de criatividade e individualidade. Influenciados pelo conceito de trabalho alienado de Karl Marx, os socialistas entendem a liberdade como a capacidade de um indivíduo se envolver em trabalho criativo na ausência de alienação, onde "trabalho alienado" refere-se ao trabalho que as pessoas são forçadas a realizar e o trabalho não alienado refere-se a indivíduos que perseguem seus próprios interesses criativos.

## Filósofos

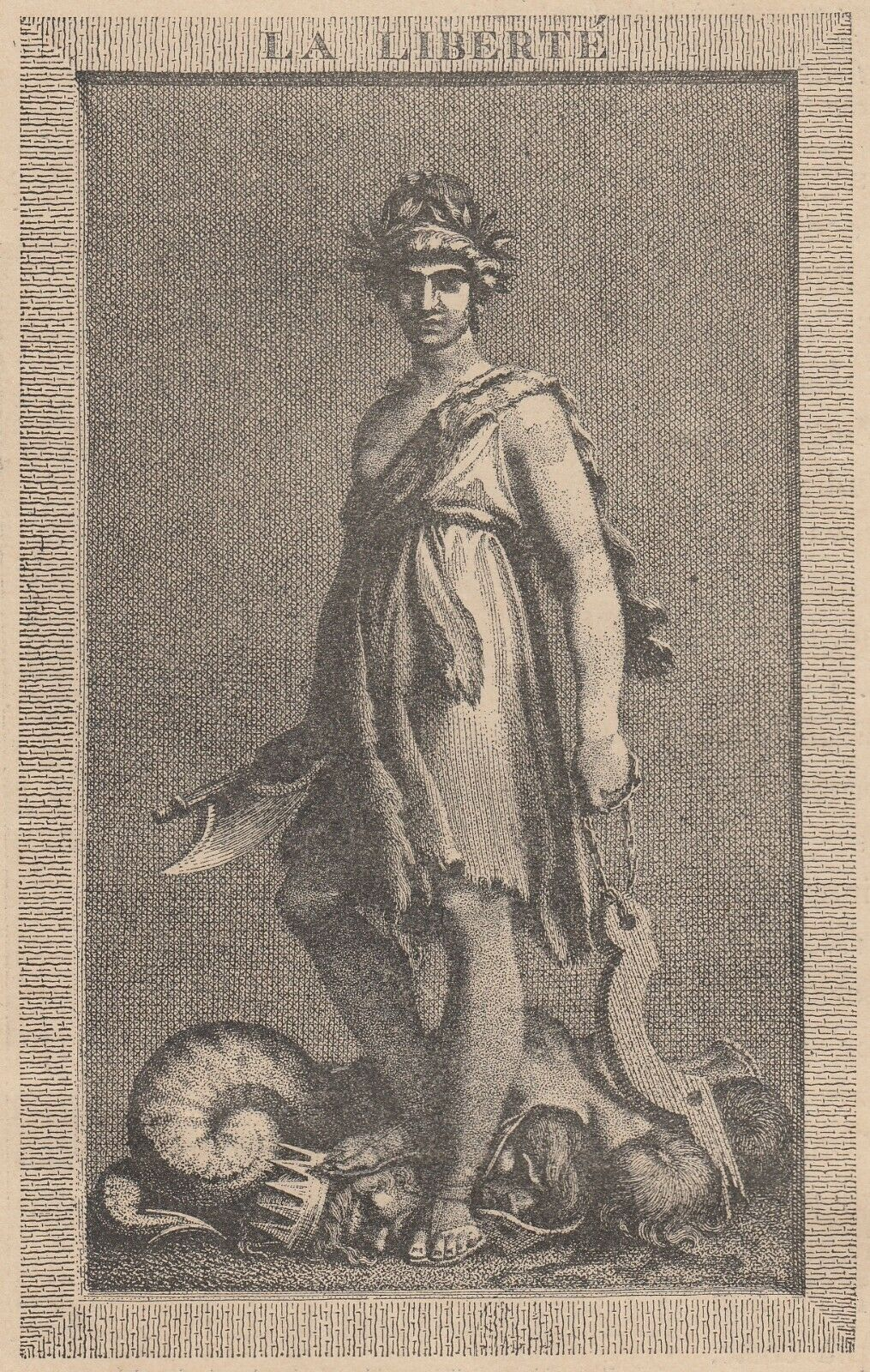
Allegoria - La Liberté - 1890 xilografia, autor desconhecido

### Espinoza
Para Baruch Espinoza (1632-1677), a liberdade possui um elemento de identificação com a natureza do "ser". Nesse sentido, ser livre significa agir de acordo com sua natureza.
É mediante a liberdade que o Homem se exprime como tal e em sua totalidade. Esta também é a sua própria realização, enquanto meta dos seus esforços.
Tendemos a associar a fruição da liberdade a uma determinação constante e inescapável. Contudo, os ditames de nossa vida estão sendo realizados a cada passo que damos. Assim, a deliberação está também a cargo da vontade humana (na qual se inserem as leis físicas e químicas, biológicas e psicológicas).
Diretamente associada à ideia de liberdade está a noção de responsabilidade, vez que o ato de ser livre implica assumir o conjunto dos nossos atos e saber responder por eles.

### Leibniz
Para Gottfried Wilhelm Leibniz (1646-1716), o agir humano é livre a despeito do princípio de causalidade que rege os objetos do mundo material.
| “ | A ação humana é contingente, espontânea e refletida. Ou seja, ela é tal que poderia ser de outra forma (nunca é necessária) e, por isso, contingente. É espontânea porque sempre parte do sujeito agente que, mesmo determinado, é responsável por causar ou não uma nova série de eventos dentro da teia causal. É refletida porque o homem pode conhecer os motivos pelos quais age no mundo e, uma vez conhecendo-os, lidar com eles de maneira livre. | ” |

### Pecotche
Para Carlos Bernardo González Pecotche (1901-1963), a liberdade é prerrogativa natural do ser humano, já que nasce livre, embora não se dê conta até o momento em que sua consciência o faz experimentar a necessidade de exercê-la como único meio de realizar suas funções primordiais da vida e o objetivo que cada um deve atingir como ser racional e espiritual. Como princípio, assinala ao homem e lhe substancia sua posição dentro do mundo.
É preciso vinculá-la muito estreitamente ao dever e à responsabilidade individual, pois estes dois termos, de grande conteúdo moral, constituem a alavanca que move os atos humanos, preservando-os do excesso, sempre prejudicial à independência e à liberdade de quem nele incorre.
A liberdade é como o espaço, e que depende do ser humano que ela seja, também como ele, mais ampla ou mais estreita, vinculada ao controle dos próprios pensamentos e das atitudes. O conhecimento é o grande agente equilibrador das ações humanas e, em consequência, ao ampliar os domínios da consciência, é o que faz o ser mais livre.

### Philip Pettit[30]
A relevância de Philip Pettit reside em sua construção de uma teoria da liberdade que traz consigo implicações práticas para a consecução das finalidades de uma democracia.
Para iniciar sua empreitada filosófica, Pettit resgata dois pontos importantes do debate filosófico acerca da liberdade:
(i) o  tratamento simbiótico imprimido à liberdade da vontade e à liberdade política; e
(ii) a tradição republicana de conceptualização da liberdade como não dominação, posteriormente substituída pela percepção liberal desta enquanto não interferência.
Philip inicia sua abordagem pela ótica da liberdade da vontade. Para tanto, resgata as ideias desenvolvidas por Immanuel Kant quando posto diante da seguinte indagação: existe liberdade da vontade?

### Schopenhauer
Para Arthur Schopenhauer (1788-1860), a ação humana não é absolutamente livre. Todo o agir humano, bem como todos os fenómenos da natureza, até mesmo suas leis, são níveis de objetivação da coisa-em-si kantiana que o filósofo identifica como sendo puramente vontade.
Para Schopenhauer, o homem é capaz de acessar sua realidade por um duplo registro: o primeiro, o do fenômeno, onde todo o existente reduz-se, nesse nível, a mera representação.
No nível essencial, que não se deixa apreender pela intuição intelectual, pela experiência dos sentidos, o mundo é apreendido imediatamente como vontade, Vontade de Vida. Nesse caso, a noção de vontade assume um aspecto amplo e aberto, transformando-se no princípio motor dos eventos que se sucedem na dimensão fenomênica segundo a lei da causalidade.
O homem, objeto entre objetos, coisa entre coisas, não possui liberdade de ação porque não é livre para deliberar sobre sua vontade. O homem não escolhe o que deseja, o que quer. Logo, não é livre: é absolutamente determinado a agir segundo sua vontade particular, objetivação da vontade metafísica por trás de todos os eventos naturais. O que parece deliberação é uma ilusão ocasionada pela mera consciência sobre os próprios desejos. É poder viver sem ninguém mandar.

### Sartre
Para Jean-Paul Sartre (1905-1980), a liberdade é a condição ontológica do ser humano. O homem é, antes de tudo, livre.
O homem é livre mesmo de uma essência particular, como não o são os objetos do mundo, as coisas. Livre a um ponto tal que pode ser considerado a brecha por onde o Nada encontra seu espaço na ontologia. O homem é nada antes de definir-se como algo, e é absolutamente livre para definir-se, engajar-se, encerrar-se, esgotar a si mesmo.
O tema da liberdade é o núcleo central do pensamento do filósofo francês e resume toda a sua doutrina.
Sua tese é que a liberdade é absoluta ou não existe. Sartre recusa todo determinismo e mesmo qualquer forma de condicionamento. Assim, ele recusa Deus e inverte a tese de Lutero: para este, a liberdade não existe justamente porque Deus tudo sabe e tudo prevê, mas, para Sartre, como Deus não existe, a liberdade é absoluta. E recusa também o determinismo materialista: se tudo se reduzisse à matéria, não haveria consciência e não haveria liberdade. Qual é então o fundamento da liberdade? É o nada, o indeterminismo absoluto. Agora entende-se melhor a má-fé: a tendência a ser termina sendo a negação da liberdade. Se o fundamento da consciência é o nada, nenhum ser consegue ser princípio de explicação do comportamento humano. Não há nenhum tipo de essência (divina, biológica, psicológica ou social) que anteceda e possa justificar o ato livre. É o próprio ato que tudo justifica. Por exemplo: de certo modo, eu escolho inclusive o meu nascimento. Por quê? Se eu me explicasse a partir de meu nascimento, de uma certa constituição psicossomática, eu seria apenas uma sucessão de objetos. O homem, porém, não é objeto. Ele é sujeito. Isso significa que, aqui e agora, a cada instante, é a minha consciência que está "escolhendo" para mim aquilo que meu nascimento foi. O modo como sou meu nascimento é eternamente mediado pela consciência, ou seja, pelo nada. A falsificação da liberdade, ou a má-fé, reside precisamente na invenção dos determinismos de toda espécie, que põem o ser no lugar do nada.
A liberdade humana revela-se na angústia. O homem angustia-se diante de sua condenação à liberdade. O homem só não é livre para não ser livre: está condenado a fazer escolhas, e a responsabilidade de suas escolhas é tão opressiva que surgem escapatórias através das atitudes e paradigmas de má-fé, em que o homem aliena-se de sua própria liberdade, mentindo para si mesmo através de condutas e ideologias que o isentem da responsabilidade sobre as próprias decisões.

## Política

### Guy Debord
No livro A Sociedade do Espetáculo, Guy Debord (1931-1994), ao criticar a sociedade de consumo e o mercado, afirma que a liberdade de escolha é uma liberdade ilusória, pois escolher é sempre escolher entre duas ou mais coisas prontas, isto é, predeterminadas por outros. Uma sociedade como a capitalista, onde a única liberdade que existe socialmente é a liberdade de escolher qual mercadoria consumir, impede que os indivíduos sejam livres na sua vida quotidiana. A vida quotidiana, na sociedade capitalista, se divide em tempo de trabalho (que é não livre, submetido à hierarquia de administradores e às exigências de lucro impostas pelo mercado) e tempo de lazer (onde os indivíduos têm uma liberdade domesticada que é escolher entre coisas que foram feitas sem liberdade durante o tempo de trabalho da sociedade). Assim, a sociedade da mercadoria faz da passividade (escolher, consumir) a liberdade ilusória que se deve buscar a todo o custo, enquanto que, de fato, como seres ativos, práticos (no trabalho, na produção), somos não livres.

### Étienne de La Boétie
O filósofo Étienne de La Boétie, em seu Discurso sobre a Servidão Voluntária, trata especificamente da liberdade política, que se dá em meio aos outros humanos e não algo estritamente individual. A liberdade é natural, assim como a vontade de defendê-la - de modo que um exército de homens livres está muito mais disposto a vencer uma guerra que um exército de servos, já que os servos não possuem nenhuma motivação para vencer tal combate. Como os homens são livres e iguais, qualquer divisão na sociedade a transforma em uma sociedade de servidão e, diferentemente de Jean Jacques Rousseau, La Boétie não presume que tais sociedades nunca tenham existido, mas afirma que evidentemente as sociedades eram livres antes de sua divisão, ou seja, antes do nascimento do Estado. Por essa razão, La Boétie pode ser considerado um precursor do pensamento anarquista.
O caráter natural da liberdade é tão pujante que, de fato, nem mesmo os animais suportam a servidão sem protestar, como La Boétie descreve no seguinte trecho:
“Só quem for surdo não ouve o que dizem os animais: viva a liberdade! Muitos deles morrem quando os apanham. [...] O que quer dizer o elefante que, depois de se defender até mais não poder, sentindo-se impotente e prestes a ser apanhado, espeta as presas nas árvores e as quebra, assim mostrando o grande desejo que tem de continuar livre como nasceu? Assim dá a entender que deseja negociar com os caçadores, dando-lhes os dentes para que o soltem, entregando-lhes o marfim em penhor da liberdade.”
Então, como é possível que a maioria se curve e obedeça de bom grado à poucas pessoas ou até a apenas uma pessoa? Na verdade, La Boétie não responde o porquê em primeiro lugar houve a divisão da sociedade, mas responde a como esse tirano se mantém no poder e dá três razões para isso:
1. o hábito - as pessoas não tem lembrança alguma da liberdade, pois já nascem em servidão, e mesmo que os humanos sejam naturalmente livres, também está na natureza a tendência a adquirir certos costumes. Essa “mudança de natureza” humana é o precursor do que poderíamos chamar de alienação, conceito que seria desenvolvido séculos depois por Hegel.
2. a covardia derivada de uma “ilusão” acerca do tirano - os súbitos se encantam de tal maneira, “manietados e entorpecidos” pelos “teatros, jogos, farsas, espetáculos, feras exóticas, as medalhas, os quadros e outras bugigangas” que perdem qualquer força ou energia.
3. a própria estrutura hierárquica do poder - as poucas pessoas que cercam o tirano e são de sua confiança são dominadas por ele e dominam as demais, o que para La Boétie é como estender “ambas as mãos” [31] à servidão, afastar-se definitivamente da liberdade. O autor explica melhor a dinâmica no seguinte trecho: “Essa meia dúzia tem ao seu serviço mais seiscentos que procedem com eles como eles procedem com o tirano. Abaixo destes seiscentos há seis mil devidamente ensinados a quem confiam ora o governo das províncias ora a administração do dinheiro, para que eles ocultem as suas avarezas e crueldades, para serem seus executores no momento combinado e praticarem tais malefícios que só à sombra deles podem sobreviver e não cair sob a alçada da lei e da justiça. E abaixo de todos estes vêm outros.”[31]

O poder do tirano em última instância está sempre em seus súbitos: o povo voluntariamente nega sua liberdade e transfere poder para o tirano. Sem a liberdade, nem mesmo as posses são aprazíveis, porque nada é definitivamente nosso -  e ao tirano não resta muita coisa, pois até mesmo a amizade é impossível a ele. Para La Boétie, existe uma maneira de escapar da servidão, que é simplesmente cessando de desejá-la, como explicita na seguinte passagem:
“o mais espantoso é sabermos que nem sequer é preciso combater esse tirano, não é preciso defendermo-nos dele. Ele será destruído no dia em que o país se recuse a servi-lo. Não é necessário tirar-lhe nada, basta que ninguém lhe dê coisa alguma. Não é preciso que o país faça coisa alguma em favor de si próprio, basta que não faça nada contra si próprio.”
Portanto, a liberdade é alcançada através de um simples ato de vontade: não é necessária ousadia, guerra ou combate.

### Marx
Influenciado por Hegel, nos Manuscritos econômico-filosóficos e em A Ideologia Alemã, Karl Marx (1818-1883) entende a liberdade humana como a constante criação prática pelos indivíduos de circunstâncias objetivas nas quais despontam suas faculdades, sentidos e aptidões (artísticas, sensorias, teóricas...). Ele, assim, critica as concepções metafísicas da liberdade.
Para ele, não há liberdade sem o mundo material no qual os indivíduos manifestam na prática sua liberdade junto com outras pessoas, em que transformam suas circunstâncias objetivas de modo a criar o mundo objetivo de suas faculdades, sentidos e aptidões. Ou seja, a liberdade humana só pode ser encontrada de fato pelos indivíduos na produção prática das suas próprias condições materiais de existência.
Desse modo, se os indivíduos são privados de suas próprias condições materiais de existência, isto é, se suas condições objetivas de existência são propriedade privada (de outra pessoa, portanto), não há verdadeira liberdade e a sociedade se divide em proletários e capitalistas. Sob o domínio do capital, a manifestação prática da vida humana, a atividade produtiva, se torna coerção, trabalho assalariado; as faculdades, habilidades e aptidões humanas se tornam  mercadoria, força de trabalho, que é vendida no mercado de trabalho, e a vida humana se reduz à mera sobrevivência.
Marx diz que as várias liberdades parciais que existem no capitalismo - por exemplo, a liberdade econômica (de comprar e vender mercadorias), a liberdade de expressão ou a liberdade política (decidir quem governa) -  pressupõem que a separação dos homens com relação às suas condições de existência seja mantida, pois, caso essa separação seja atacada pelos homens em busca de sua liberdade material fundamental, todas essas liberdades parciais são suspensas (ditadura) para restabelecer o capitalismo. Mas se a luta dos indivíduos privados de suas condições de existência (proletários) tiver êxito e se eles conseguirem abolir a propriedade privada dessas condições seria instaurado o comunismo, que ele entende como a associação livre dos produtores.

### Mikhail Bakunin
Bakunin (1814-1876) não se referia a um ideal abstrato de liberdade mas a uma realidade concreta baseada na liberdade simétrica de outros. Liberdade consiste no "desenvolvimento pleno de todas as faculdades e poderes de cada ser humano, pela educação, pelo treinamento científico, e pela prosperidade material." Tal concepção de liberdade é "eminentemente social, porque só pode ser concretizada em sociedade," não em isolamento. Em um sentido negativo, liberdade é "a revolta do indivíduo contra todo tipo de autoridade, divina, coletiva ou individual."

## Imagética

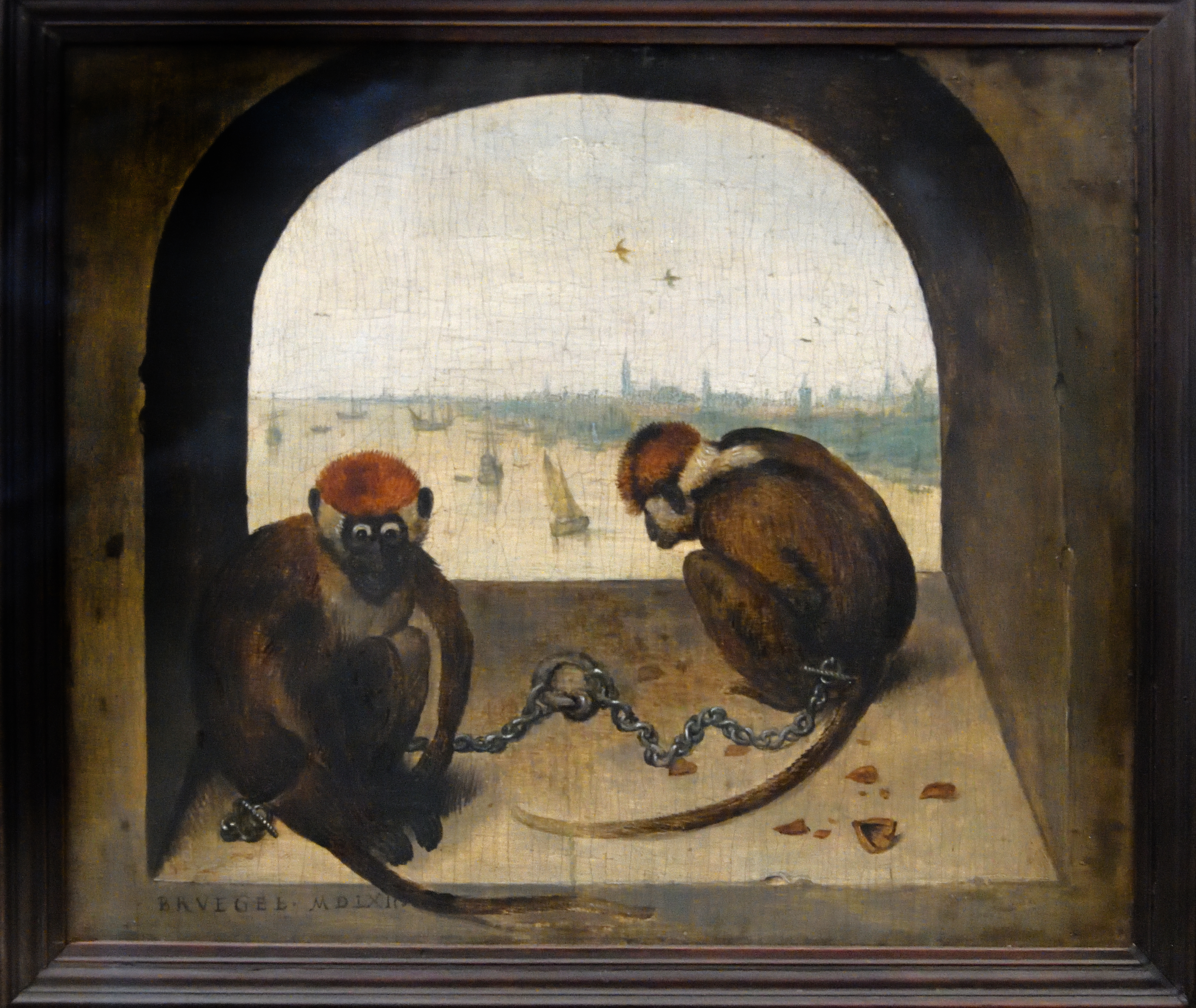
Dois macacos (1562), Pieter Bruegel, o Velho.

Durante o Renascimento era relativamente comum a utilização do conceito imagético de macacos acorrentados para representar a falta de liberdade.
O macaco representava a bestialização do ser humano. As correntes, por sua vez, representavam a escravização, a privação da liberdade. Os dois conceitos imagéticos juntos representavam a animalização do ser humano, a inferiorização social. A associação de conceitos produz um fortalecimento da ideia, especialmente nos casos em que eles possuem cunho mais negativo.
As representações dos macacos ilustram isso. A falta de liberdade manifesta-se não apenas como uma capacidade reduzida de pensar o mundo, mas também como um acorrentamento. As correntes prendem os macacos impedindo-os de viver e conhecer o mundo.

## Conceitos de liberdade na América Ibérica

### Usos e sentidos atribuídos à liberdade na América Ibérica (1770 - 1870)
Entre 1770 e 1870, o conceito de liberdade na América Ibérica foi moldado por uma complexa interação de fatores históricos, religiosos, políticos e econômicos. Embora as ideias de liberdade tenham evoluído e se ampliado, elas ainda estavam profundamente enraizadas nas estruturas coloniais e na moral cristã, resultando em uma visão de liberdade muitas vezes contraditória e limitada. A tensão entre as concepções iluministas de liberdade e as realidades da subordinação colonial e da ordem social foi um dos grandes desafios desse período histórico.
O conceito de liberdade, nesse período, passou por transformações significativas, refletindo as influências das revoluções europeias, como a Revolução Francesa (1792) e a Revolução Americana (1776), combinadas às dinâmicas coloniais e políticas da época. Durante esse período, a liberdade foi um tema central na configuração da modernidade política e nas tentativas de afirmar a independência e os direitos individuais.
No século XVIII, o conceito de liberdade começa a se associar a novos significados políticos, civis e morais, conforme descrito no artigo Liberté da Encyclopédie (1751). Essa visão ampliada de liberdade, que envolve direitos civis e políticos, se torna crucial para a definição dos debates sobre a liberdade nas Américas, especialmente após os processos revolucionários na Europa e nas colônias. No entanto, ao longo das décadas seguintes, a concepção de liberdade variou substancialmente, sobretudo na América Ibérica, influenciada pela reação aos ideais iluministas e pela manutenção de estruturas coloniais.
A definição de liberdade na América luso-hispânica no final do século XVII era comumente associada à ideia de "livre arbítrio", como encontrada no Vocabulário Português e Latino (1717-1727) de Rafael Bluteau, em que a liberdade era descrita como uma faculdade natural do homem, concedida por Deus. Nos dicionários da época, como o Diccionario de la Real Academia Española (DRAE), a liberdade era entendida como uma condição natural, limitada apenas pelas leis divinas e humanas.

### Liberdade, Moral Cristã e Colonização
Durante a colonização das Américas, a liberdade estava intrinsecamente ligada aos preceitos da moral cristã. Na América espanhola, por exemplo, a subjugação dos povos indígenas a trabalhos forçados era justificada com base na ideia de que esses povos possuíam uma vocação "inata" para a subordinação, o que os tornava sujeitos à dominação colonial. Embora os indígenas fossem retratados como "homens livres", a sua liberdade era, na prática, controlada e condicionada pelas necessidades do império.
No século XVII, pensadores como Thomas Hobbes propuseram uma redefinição da liberdade, agora entendida como a capacidade do indivíduo de agir sem interferências externas. Esse conceito de liberdade se dissociava das formas tradicionais de dominação, defendendo uma separação entre a vida civil e a vida política, uma ideia que não se aplicava de forma similar na América. A teoria política moderna, influenciada pela filosofia liberal, começava a questionar as formas de governo absolutistas e monárquicas, propondo uma nova abordagem para a liberdade individual.

### Liberdade comercial e a Condição das Colônias
No século XVIII, a liberdade passa a ser afirmada como um direito natural, uma reação aos regimes monárquicos e absolutistas vigentes. A ideia de liberdade das nações, vinculada ao progresso e à autodeterminação, começa a ganhar força, principalmente com a crescente ênfase no livre-comércio e na liberdade econômica.
A expansão dos circuitos comerciais, a ampliação do monopólio das metrópoles europeias e o fortalecimento da economia colonial eram vistos como essenciais para o desenvolvimento civilizacional e cultural das nações, embora muitas dessas propostas de liberdade fossem ainda limitadas pelas estruturas de controle colonial.

### O Mundo Luso-Hispânico e a Difusão das Ideias Iluministas
Apesar da difusão do espírito de individualidade e das ideias iluministas que marcavam o século XVIII europeu, o mundo luso-hispânico não acompanhou de forma completa os efeitos desses novos discursos. As ideias de liberdade, ao invés de promoverem uma efetiva autonomia, muitas vezes eram vistas com suspeita, em particular após a Revolução Francesa, quando o conceito de liberdade na América Ibérica passou a ser associado a desordem, confusão e anarquia. Em diversas partes do território americano, as revoltas e insurreições foram interpretadas como uma ameaça ao que era considerado a ordem natural e divinamente estabelecida, refletindo a tensão entre os ideais de liberdade e as realidades de controle colonial.